# Taklak-ana-beli
Taklak-ana-beli (akad. Taklāk-ana-bēli, tłum. „Swe zaufanie pokładam w panu”) – wysoki dostojnik w czasach panowania asyryjskiego króla Sargona II (722-705 p.n.e.), gubernator prowincji Nasibina; z asyryjskich list i kronik eponimów wiadomo, iż w 715 r. p.n.e. sprawował urząd limmu (eponima).